# Jaime Reis
Jaime Reis (Lisboa, 1944) é licenciado em Filosofia, Política e Economia (1967) e doutor em História pela Universidade de Oxford (1975), e mestre em Relações Internacionais pela Fletcher School of Law and Diplomacy (1968). Tem a agregação em História Económica pela Faculdade de Economia da Universidade Nova de Lisboa (1984). Durante a década de 1970 foi research fellow na universidade de Glasgow e leccionou nas universidades de Vanderbilt, Glasgow e Leicester. Regressado a Portugal, foi professor assistente, associado e catedrático da Faculdade de Economia da Universidade Nova de Lisboa entre 1978 e 1993. Foi director da mesma faculdade em 1986-90. Ingressou no Gabinete de Investigações Sociais (GIS) em 1978, e passou a investigador associado e depois investigador-coordenador do Instituto de Ciências Sociais da Universidade de Lisboa entre 1982 e a actualidade (com um intervalo entre
1988 e 1993). Foi professor catedrático do Instituto Universitário Europeu (1996-2001), professor visitante nas universidades de Umea e Carlos III de Madrid e Investigador Visitante no DEE do Banco de Portugal.
Foi membro fundador e presidente da European Historical Economics Society (1998-9) e vogal do Comité da International Association for Economic History (1994-2002). Pertenceu às comissões editoriais de várias revistas científicas internacionais e nacionais e pertenceu a júris de diversos prémios científicos internacionais. Foi nomeado para pertencer ao board of editors da European Review of Economic History em 2008. É sócio correspondente da Academia das Ciências de Lisboa e participou em painéis de avaliação de centros de investigação de História e de licenciatura de Economia em universidades portuguesas. Em 2007, proferiu a “Eli Hecksher Lecture” da Stockholm School of Economics.
Tem como área de investigação principal a História Económica de Portugal nos séculos XIX e XX. A sua investigação tem incidido sobre os temas da agricultura, da moeda e dos bancos, do capital humano e do trabalho, e do impacto das instituições sobre o crescimento económico.
Na actualidade, tem em preparação os volumes II e III da História do Banco de Portugal e um projecto (em colaboração) sobre Prices, Wages and Rents in Portugal, 1500-1900, além de estudos sobre a eficiência da Justiça oitocentista, sobre a antropometria portuguesa e sobre a contrafacção da moeda fiduciária depois do padrão-ouro.

## Publicações mais recentes
- “Los Sistemas Financieros de la Periferia: Una Comparacion entre Escandinavia y el Sur de la Europa durante el Siglo XIX”, Papeles de Economia (2005),

105/6, pp. 109–29.
- (em colaboração com Rui Pedro Esteves e Fabião Ferramosca) “ Market Integration in the Golden Periphery: The Lisbon/London Exchange, 1854-1891”, Economic Research Department, Bank of Portugal WP 15-05 (2005).
- “A Burocracia de uma Grande Empresa Portuguesa Oitocentista: Os Empregados do Banco de Portugal, 1846-1914” in Pedro Tavares de Almeida e Rui Miguel C. Branco (orgs.) (2007), Burocracia, Estado e Território em Portugal e Espanha, Séculos XIX e XX (Lisboa: Livros Horizonte), pp. 81–107.
- “’An Art, not a Science?’ Central Bank Management in Portugal under the Gold Standard, 1863-1887”, Economic History Review (2007), 60, pp. 712–41.
- “Institutions and Economic Growth in the Periphery: The Efficiency of the Portuguese Machinery of Justice, 1870-1910” in Facchini and Esfahani (no prelo, 2008, Routledge)“Regulation, Competition and Income Distribution: An Outsider’s Perspective”, Quarterly Review of Economics and Finance (2008), nº 48 (no prelo)
- “Rural –Urban Migration and the Standard of Living of Lisbon and its Hinterland, 1840-19

## Capítulos de Livros
- Reis, Jaime (2009). Migração, Estatura e Consumo: o Nível de Vida em Lisboa, 1890-1910. In José Vicente Serrão, Magda de Avelar Pinheiro e Maria de Fátima

Sá e Melo Ferreira (Eds.), Desenvolvimento Económico e Mudança Social. Portugal nos Últimos Dois Séculos (pp. 263–279). Lisboa: Imprensa de Ciências Sociais
- Reis, Jaime (2008). The Employees of the Bank of Portugal, 1846-1914. A Case of an Internal Labour Market. In Edwin Green and Monika Pohle Fraser (Eds.),

The Human Factor in Banking History - Entrepreneurship, organization, management and personnel (pp. 211–241). Athens: Alpha Bank
- Reis, Jaime (2007). A Burocracia de uma Grande Empresa Portuguesa Oitocentista: Os Empregados do Banco de Portugal, 1846-1914. In Almeida, Pedro Tavares de e Branco, Rui Miguel C. (Eds.), Burocracia, Estado e Território em Portugal e Espanha, Séculos XIX e XX (pp. 81–107). Lisboa: Livros Horizonte
- Reis, Jaime (2005). Economic Growth, Human Capital Formation and Consumption in Western Europe before 1800. In Robert C. Allen, Tommy Bengtsson e Martin

Dribe (Eds.), Living Standards in the Past. New Perspectives on Well-Being in Asia and Europe (pp. 195–225). Oxford: Oxford University Press
- Reis, Jaime (2005). O Trabalho. In Pedro Lains e Álvaro Ferreira da Silva (Eds.), História Económica de Portugal, 1700-2000 (pp. 119–151). Lisboa: Imprensa de Ciências Sociais
- Reis, Jaime (2004). Human Capital and Industrialization: The Case of a Late Comer - Portugal, 1890. In Jonas Lungbjerg (Eds.), Technology and Human Capital in Historical Perspective (pp. 22–48). Basingstoke: Palgrave Macmillan
- Reis, Jaime (2003). Bank Structures, Gerschenkron and Portugal (pre-1914). In Douglas J. Forsyth and Daviel Verdier (Eds.), The Origins of National

Financial Systems. Alexander Gerschenkron Reconsidered (pp. 182–204). London and New York: Routledge
- Reis, Jaime (2001). Moeda e Crédito. In Nuno Valério (Eds.), Estatísticas Históricas Portuguesas (pp. 537–613). Lisboa: Instituto Nacional de Estatistica
- Reis, Jaime (2000). O Atraso Económico Português em Perspectiva Histórica? In José Manuel Tengarrinha (Eds.), História de Portugal (pp. 241–261). S. Paulo:

HUCITEC
- Reis, Jaime (2000). How Poor was the Periphery before 1850? The Mediterranean versus Scandinavia. In Jeffrey G. Williamson and Sevket Pamuk (Eds.), The

Mediterranean Response to Globalization before 1950 (pp. 17–44). Londres e Nova York: Routledge

## Artigos em Revistas
- Reis, Jaime (2009). "Urban Premium" or "Urban Penalty"? The case of Lisbon, 1840-1912. Historia Agraria, 47, 69-94.
- Pedro Esteves, Rui, Reis, Jaime, Ferramosca, Fabiano (2009). Market Integration in the Golden Periphery. The Lisbon/London Exchange, 1854-1891. Explorations in Economic History, 46, 324-345.
- Reis, Jaime (2008). Regulation, Competition and Income Distribution: An Outsider's Perspective. Quarterly Review of Economics and Finance Vol. 48, 2,

447-456.
- Reis, Jaime (2007). An "Art", not a "Science"? Central Bank Management in Portugal under the Gold Standard, 1863-1887. Economic History Review, 60, 712-41.
- Reis, Jaime (2005). Los Sistemas Financieros de la Periferia: Una Comparacion entre Escandinavia y el Sur de la Europa durante el Siglo XIX. Papeles de

Economia, 105/106, 109-129.
- Reis, Jaime (2002). Crescimento Económico e Estatura Humana. Há um Paradoxo Antropométrico em Portugal no Século XIX? Memórias da Academia das Ciências de

Lisboa, Classe de Letras Vol. XXXV. 153-169.
- Reis, Jaime, Lains, Pedro (1994). Donde Vem a Economia Portuguesa? A História Económica de Portugal no Século XX. Análise Social Vol. 29, 127, 773-1044.
- Reis, Jaime, Lains, Pedro (1991). Portuguese economic growth, 1833-1985. Some doubts. Journal of European Economic History Vol. 20, 2, 441-53.
- Reis, Jaime, Lains, Pedro (1991). Portugal Económico. Do Vintismo ao Século XX. Análise Social Vol. 26, 112-113, 465-822.

## Outras Publicações
- Pedro Esteves, Rui, Reis, Jaime, Ferramosca, Fabiano (2005-11). Market Integration in the Golden Periphery: The Lisbon/London Exchange 1854-1891. Lisboa:

Banco de Portugal
- Reis, Jaime (2002). An Art, not a Science - Central Bank Management in Portugal under the Gold Standard, 1854-1891. Lisboa: Economic Research Department,

Bank of Portugal
- Reis, Jaime (2002). Human Capital, Immaterial Goods and the Standard of Living in pre-Industrial Europe, Working Paper W